# Pupava bezlodyžná
Pupava bezlodyžná (Carlina acaulis) je vytrvalá bylina z čeledi hvězdnicovitých. V roce 1997 se stala německou Rostlinou roku.

## Synonyma
- zaječí řepka[1]

## Popis
Bylina s velmi krátkou lodyhou, nevětvenou a hustě listnatou. Květní úbor sedí uprostřed přízemní růžice. Podlouhlé listy, 1-2krát peřenoklané, jsou nestejně ostnitě zubaté, bodlinaté a tuhé. Úbory mají vnější zákrovní listeny lupenité, vnitřní suchomázdřité, tuhé a ostře špičaté, na líci bílé, na rubu žlutavé. Jednotlivé trubkovité květy jsou až 17 mm dlouhé, bělavé nebo růžové. Plody (nažky) jsou až 5 mm dlouhé a mají pérovitě štětinatý chmýr. Kořeny dosahují hloubky až 4 metrů.
Kvete od července do září, opylována je hmyzem.
Rozlišují se dva poddruhy:
- Carlina acaulis subsp. acaulis – květenství má přisedlé
- Carlina acaulis subsp. simplex – květenství s krátkým stonkem

## Výskyt
Roste ve střední, jihovýchodní a východní Evropě a na Kavkaze. Vyskytuje se až do nadmořské výšky 2800 metrů. V Česku je hojná na suchých lukách, pastvinách, mezích, křovinatých stráních.

## Účinné látky a působení
Obsahuje silici (1,25 %) s hlavní složkou karlinaoxidem s antibakteriálním účinkem a karlinenem, dále třísloviny, pryskyřici a 18–20% inulinu. Někteří autoři připisují droze účinný enzym neznámého složení. Působí diaforeticky a diureticky a povzbuzuje chuť k jídlu.
Pupava byla kdysi slavnou drogou a pěstovala se v klášterních zahrádkách.[zdroj⁠?!]
Pupavu je možno po odstranění nažek a listů konzumovat. Jí se bílá podsada úboru. Struktura je podobná kedlubně, zatímco v chuti je cítit inulin (jako u topinamburů) s mírným ovocným nádechem.

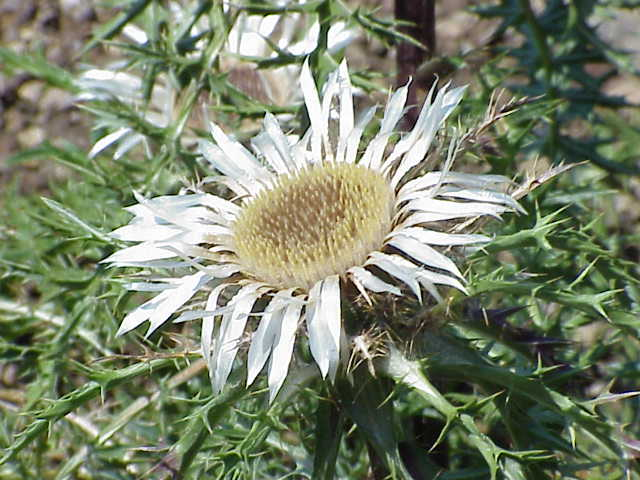
Detail květu
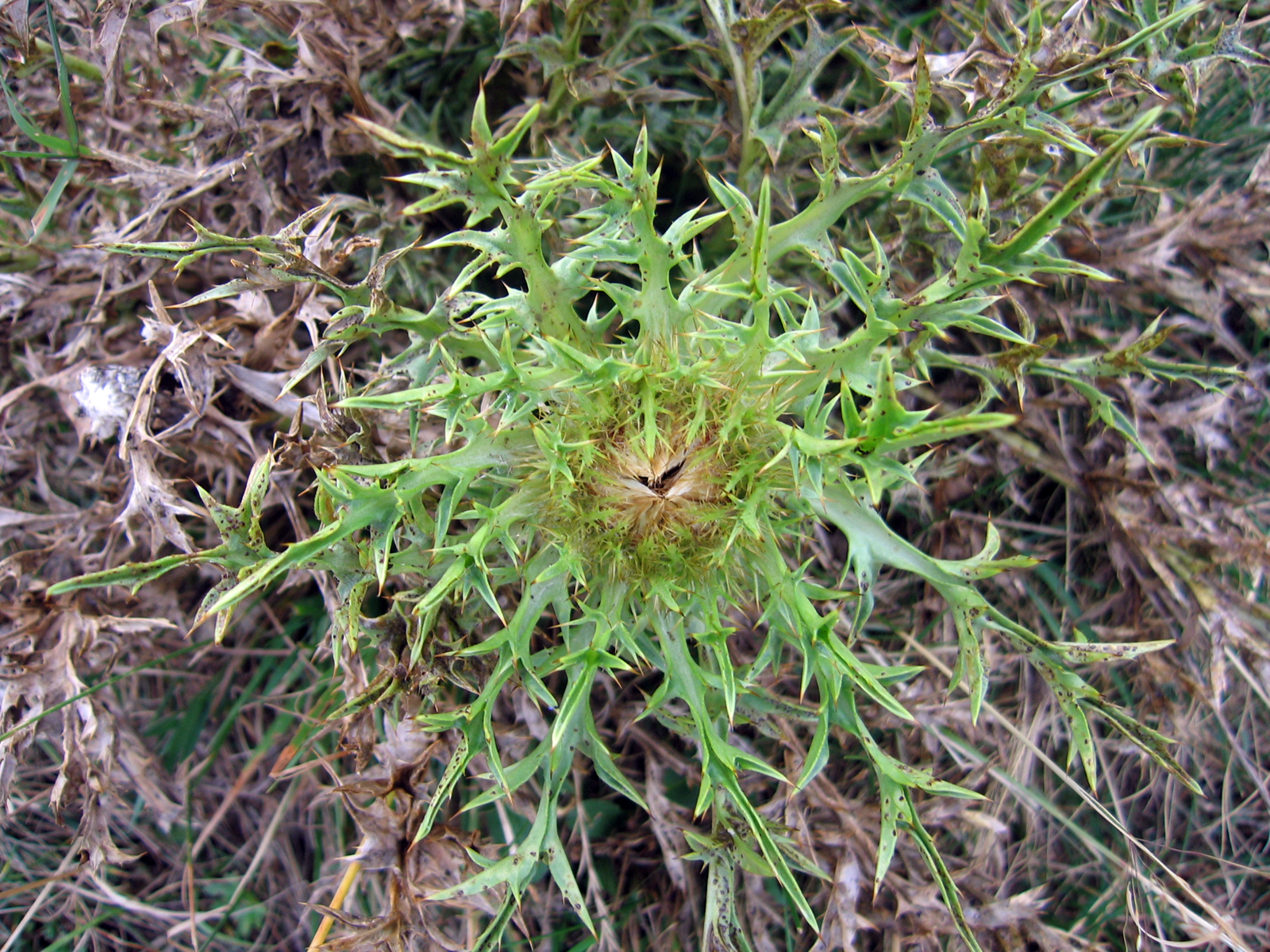
Detail listů
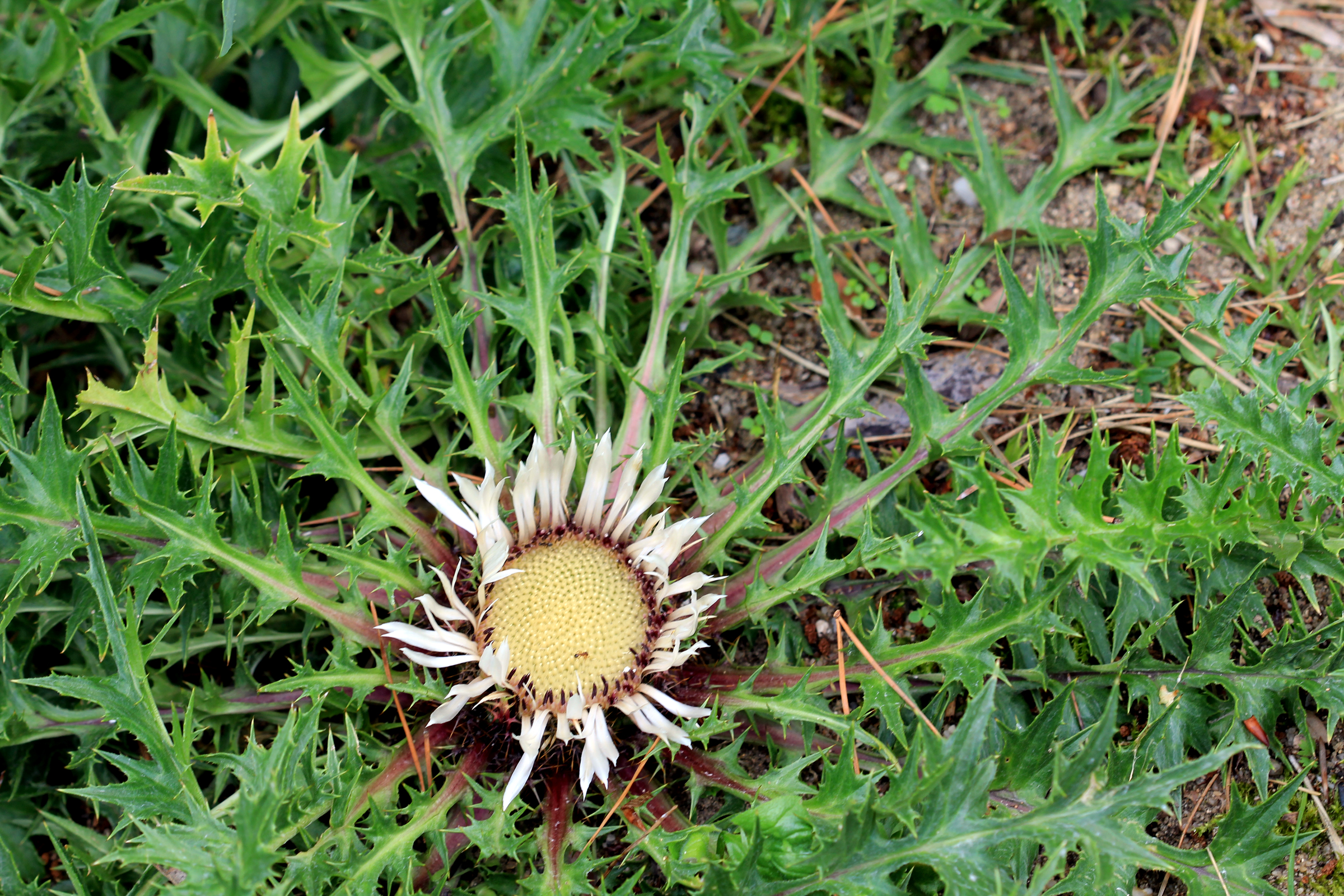
Rostlina